# Hermann Christoph Finck von Finckenstein

Stammwappen der Finck von Finckenstein

Hermann Christoph Finck von Finckenstein (auch Fink von Finkenstein; * 20. Juli 1693 in Alauen, Kurland; † 14. Februar 1758 in Mitau, beigesetzt in Grenzhof bei Doblen, Kurland) war kurländischer Oberrat und Kanzler im Herzogtum Kurland und Semgallen.

## Leben
Hermann Christoph Finck von Finckenstein war ein Sohn von Ernst Wilhelm Finck von Finckenstein, kurländischer Hauptmann in Bauska, Herr auf Alt-Rahden (lettisch: Vecsaule) bei Bauska, und von Louise von Goes aus dem Hause Paplacken († 1710).
Hermann Christoph Finck studierte von 1712 bis 1715 Rechtswissenschaften an der Universität Jena.

### Laufbahn als Beamter und Offizier
Von 1716 bis 1717 war Finck Mitglied der kurländischen Deputation in Warschau. 1717 war er Leutnant der litauischen Garde in Grodno und diente bis 1726 im Range eines Majors als Adjutant, danach quittierte er den Militärdienst. Von 1726 bis 1729 war er kurländischer Landesdelegierter, 1729 und 1730 war er am Relationsgericht in Grodno, einem Berufungsgericht, tätig und 1732 in Warschau.
Ab 1722 war Finck Hauptmann in Doblen in Kurland. 1736 wurde er zum Kanzler des Herzogtums Kurland und Semgallen ernannt.

### Danziger Konvention
Während seiner Amtszeit als Kanzler handelte Finck als Bevollmächtigter Ernst Johann von Birons, der 1737 zum Herzog von Kurland und Semgallen gewählt worden war, im Oktober und November desselben Jahres in Danzig die Danziger Konvention aus. Die Konvention war ein Vertrag zwischen dem Herzog und dem polnischen König August III., mit dem Letzterer die Übertragung des Lehens an Ernst Johann von Biron billigte und in dem die Rechte des Erstgenannten bestimmt wurden. Finck erzielte ein für den Herzog günstiges Verhandlungsergebnis, das zu Lasten des kurländischen Adels ging. Die Konvention bestimmte auch die Rechte „der übrigen christlichen Religionsverandten in Kurland“, also der katholischen Minderheit im mehrheitlich evangelisch-lutherischen Herzogtum. So wurde vereinbart, dass der Herzog in Libau eine katholische Kirche bauen lassen solle. 1739 empfing Finck demgemäß in Warschau in Namen des Herzogs die Belehnung.

### Nach der Verbannung des Herzogs
Nachdem Ernst Johann von Biron 1740 als Herzog abgesetzt und 1741 nach Sibirien verbannt worden war, blieb Finck als amtierender Kanzler weiterhin mit ihm in Verbindung. Zusammen mit Georg Dietrich von Tippelskirch war er 1744 der Sprecher einer Gruppe von Kirchspielsdeputierten, die sich für die Wiedereinsetzung Birons einsetzten, jedoch 1746 ihr Vorhaben aufgeben mussten. Als Ernst Johann von Biron schließlich zurückkehren durfte und zum zweiten Mal als Herzog von Kurland und Semgallen eingesetzt wurde, musste er auf einen Gutteil der mit der Danziger Konvention erlangten Verfügungsgewalt verzichten. „Er stimmte dem Landtagsbeschluss vom März 1773 zu, wonach alles, was in der Danziger Konvention 1737 zuwider den Rechten des Adels erfasst sei, ungültig sein sollte und versprach, sich die Beschränkungen gefallen zu lassen, die den Oberräten durch die Landtagsbeschlüsse von 1746 und 1752 auferlegt worden waren.“

### Freimaurer und Büchersammler
Im Jahre 1775 ließ Herzog Ernst Johann in Mitau die erste öffentliche Bücherei errichten und gründete die Academia Petrina, ein Akademisches Gymnasium, dem eine Gymnasiumbibliothek angegliedert war. Mitau begann sich zum geistigen Zentrum des Herzogtums herauszubilden. Der erste Leiter der Gymnasiumbibliothek war der Hofrat Christoph Anton Tottien (1721–1790). Der kurländische Pastor Samuel Albrecht Ruprecht (1692–1773) ergänzte die Bibliothek mit einer großzügigen Bücherspende. Eine umfangreiche Bibliothek besaß auch die Mitauer Freimaurerloge „Zu den drei gekrönten Schwertern“. Den Grundstock dazu, rund 1500 Bände, hatte Hermann Christoph Finck von Finckenstein geschenkt, der Meister vom Stuhl in dieser Freimaurerloge war. Die Mitauer Freimaurerbibliothek wuchs auf etwa 16.000 Exemplaren an und war in der Wohnung des Buchdruckers und Verlegers Jakob Friedrich Hinz (1734–1787) aufgestellt. Bei der Auflösung der Loge „Zu den drei gekrönten Schwertern“ 1796 wurden sie dem Akademischen Gymnasium übergeben und in die  Gymnasiumbibliothek integriert.

## Familie
Hermann Christoph Finck von Finckenstein heiratete 1726 Eva Elisabeth von Behr (1710–1769). Das Ehepaar hatte neun Kinder. Ein Sohn war Johann Wilhelm Finck von Finckenstein (* 22. September 1727, † 16. Januar 1772). Die Familie besaß in Kurland die Rittergüter Alt-Rahden, Ixtrum und Bergfried sowie als Pfandbesitz Autzenbach.